# Krasewice-Czerepy
Krasewice-Czerepy – wieś w Polsce położona w województwie podlaskim, w powiecie siemiatyckim, w gminie Siemiatycze. Wieś jest częścią składową sołectwa Krasewicze.
W latach 1975–1998 miejscowość administracyjnie należała do województwa białostockiego.
Wierni kościoła rzymskokatolickiego należą do parafii Najświętszej Maryi Panny Różańcowej w Kłopotach Stanisławach.